# Иванова, Борислава
Борисла́ва Ми́лкова Ива́нова (24 ноября 1966, Видин) — болгарская гребчиха-байдарочница, выступала за сборную Болгарии в конце 1980-х годов. Бронзовая призёрша летних Олимпийских игр в Сеуле, победительница регат национального значения.

## Биография
Борислава Иванова родилась 24 ноября 1966 года в городе Видине. Активно заниматься греблей начала в раннем детстве, проходила подготовку в местной гребной секции, позже состояла в софийском спортивном клубе «Левски».
Первого серьёзного успеха на взрослом международном уровне добилась в 1988 году, когда впервые попала в основной состав национальной сборной Болгарии.
Благодаря череде удачных выступлений Иванова удостоилась права защищать честь страны на летних Олимпийских играх в Сеуле — в составе четырёхместного экипажа, куда также вошли гребчихи Ваня Гешева, Диана Палийска и Огняна Петрова, получила бронзу в зачёте байдарок-четвёрок на дистанции 500 метров, пропустив вперёд только команды ГДР и Венгрии. Вскоре после сеульской Олимпиады приняла решение завершить спортивную карьеру.